# Moses Kipsiro
Moses Ndiema Kipsiro (Singare, 2 september 1986) is een Oegandese langeafstandsloper. Hij heeft op verschillende onderdelen het Oegandese record in handen. Hij nam in 2008 en 2012 deel aan de Olympische Spelen.

## Biografie

### Eerste successen
Zijn eerste grote succes behaalde Kipsiro in 2006 op de Afrikaanse kampioenschappen in Bambous. Hij won op de 10.000 m een gouden medaille in 28.03,46 en op de 5000 m het brons in 14.05,20.
Ook op de wereldkampioenschappen van 2007 in Osaka veroverde hij op de 5000 m een bronzen plak. Met een tijd van 13.46,75 eindigde hij achter de Amerikaan Bernard Lagat (goud; 13.45,87) en de Keniaan Eliud Kipchoge (zilver; 13.46,00). Later dat jaar liep hij een nationaal record op de Memorial Van Damme 2007 van 12.50,72.

### Geen medaille op OS, wel bij WK veldlopen
Een jaar later vertegenwoordigde Moses Kipsiro zijn land ook op de Olympische Spelen in Peking. Opnieuw was de 5000 m het nummer waarop hij aantrad. In de finale bleef hij net buiten de medailles. Met zijn 13.10,56 werd hij achter Kenenisa Bekele (1e in 12.57,82), Eliud Kipchoge (2e in 13.02,80) en Edwin Cheruiyot Soi (3e in 13.06,22) vierde.
Bij de WK veldlopen van 2009 in Amman (Jordanië) speelde Kipsiro vervolgens een hoofdrol. Aanvankelijk bleef een grote groep atleten aan de kop van het veld bijeen, totdat ten slotte aan het eind van de 12 km een drietal zich van de rest afscheidde. Hiervan was de Ethiopiër Gebre-egziabher Gebremariam in 35.02 de snelste. Moses Kipsiro en Zersenay Tadese, de kampioen van 2007, werden op 2 seconden respectievelijk tweede en derde.

### WK 2009
In 2009 slaagde Kipsiro er tijdens de wereldkampioenschappen in Berlijn op de 5000 m niet in om zijn prestatie van twee jaar eerder in Osaka te herhalen. Ondanks het feit dat hij in de finale met 13.18,95 zijn beste prestatie van het seizoen leverde, moest hij het eremetaal laten aan Kenenisa Bekele (1e in 13.17,09), Bernard Lagat (2e in 13.17,33) en James Kwalia C'Kurui (3e in 13.17,78). Kipsiro finishte als vierde.

### Tweemaal goud op Gemenebestspelen
Het grootste succes van zijn atletiekcarrière boekte Kipsiro in 2010. Aan het begin van het jaar bij de WK veldlopen in het Poolse Bydgoszcz had hij nog genoegen genomen met brons, gevolgd door een zilveren medaille op de 10.000 m tijdens de Afrikaanse kampioenschappen in Nairobi achter Wilson Kiprop in een overigens uitstekende 27.33,37, zijn beste prestatie ooit. Vervolgens mocht hij begin september in Split bij de IAAF Continental Cup Afrika vertegenwoordigen op de 3000 en 5000 m, op welke afstanden hij tweemaal zilver veroverde achter een ongenaakbare Bernard Lagat.
Genoemde prestaties bleken de opmaat voor twee opvallende overwinningen op de Gemenebestspelen in Delhi, India, een maand later. Moses Kipsiro kwam hier uit op de 5000 als de 10.000 m en wist tot tweemaal toe de vrijwel onverslaanbaar geachte Keniaanse trein te bedwingen. De Oegandees is hiermee de eerste die een dubbelslag sloeg op de lange afstanden, sinds in 1938 Cecil Matthews uit Nieuw-Zeeland een dergelijke toer uithaalde op de 3 en 6 mijl.

## Titels
- Afrikaans kampioen 10.000 m - 2006
- Gemenebestkampioen 5000 m - 2010
- Gemenebestkampioen 10.000 m - 2010, 2014
- Oegandees kampioen veldlopen - 2008, 2009, 2010, 2011[2]

## Persoonlijke records
Outdoor
| Onderdeel | Prestatie            | Datum             | Plaats    |
| --------- | -------------------- | ----------------- | --------- |
| 1500 m    | 3.37,6               | 14 juni 2008      | Watford   |
| 3000 m    | 7.30,95 (nat. rec.)  | 28 juli 2009      | Monaco    |
| 5000 m    | 12.50,72 (nat. rec.) | 14 september 2007 | Brussel   |
| 10.000 m  | 27.33,37             | 28 juli 2010      | Nairobi   |
| 10 km     | 27.54 (nat. rec.)    | 18 mei 2008       | Bangalore |

Indoor
| Onderdeel   | Prestatie           | Datum            | Plaats     |
| ----------- | ------------------- | ---------------- | ---------- |
| 3000 m      | 7.37,4 (nat. rec.)  | 18 februari 2012 | Birmingham |
| 2 Eng. mijl | 8.08,16 (nat. rec.) | 18 februari 2012 | Birmingham |

## Palmares

### 3000 m
- 2007: 7e Wereldatletiekfinale - 7.51,22
- 2012: 7e WK indoor - 7.44,59

### 5000 m
- 2006: 7e Gemenebestspelen - 13.25,06
- 2006:  Afrikaanse kamp. - 14.05,20
- 2007:  Afrikaanse Spelen - 13.12,51
- 2007:  WK - 13.46,75
- 2008: 4e OS - 13.10,56
- 2008:  Wereldatletiekfinale - 13.23,02
- 2009: 4e WK - 13.18,11
- 2010:  Gemenebestspelen - 13.31,25
- 2012: 15e OS - 13.52,25

### 10.000 m
- 2006:  Afrikaanse kamp. - 28.03,46
- 2010:  Afrikaanse kamp. - 27.33,37
- 2010:  Gemenebestspelen - 27.57,39
- 2012: 10e OS - 27.39,22
- 2013: 13e WK - 27.44,53
- 2014:  Gemenebestspelen - 27.56,11

### 10 km
- 2013:  Great Manchester Run - 27.52

### 10 Eng. mijl
- 2015:  Great South Run - 46.00

### halve marathon
- 2015:  Great Scottish Run - 1:02.18

### veldlopen
- 2002: DNS WK voor junioren
- 2003: 18e WK voor junioren - 24.17
- 2005: 21e WK voor junioren - 25.06
- 2006: 29e WK (korte afstand) - 11.22
- 2007: 23e WK (lange afstand) - 36.52
- 2008: 13e WK - 35.29
- 2009:  WK in Amman - 35.04
- 2010:  WK in Bydgoszcz - 33.10

### Golden en Diamond League-podiumplekken
3000 m
- 2007:  Meeting Gaz de France – 7.39,02
- 2007:  Weltklasse Zürich – 7.39,69
- 2012:  Qatar Athletic Super Grand Prix – 7.31,88

5000 m
- 2007:  Memorial Van Damme – 12.50,72
- 2008:  ISTAF – 12.54,70
- 2008:  Weltklasse Zürich – 12.59,48
- 2010:  Golden Gala – 13.00,15
- 2012:  London Grand Prix – 13.09,98